# Leptolaimoides tubulosus
Leptolaimoides tubulosus är en rundmaskart som beskrevs av Vitiello 1971. Leptolaimoides tubulosus ingår i släktet Leptolaimoides och familjen Leptolaimidae. Inga underarter finns listade i Catalogue of Life.